# Mur à Neuf Dragons

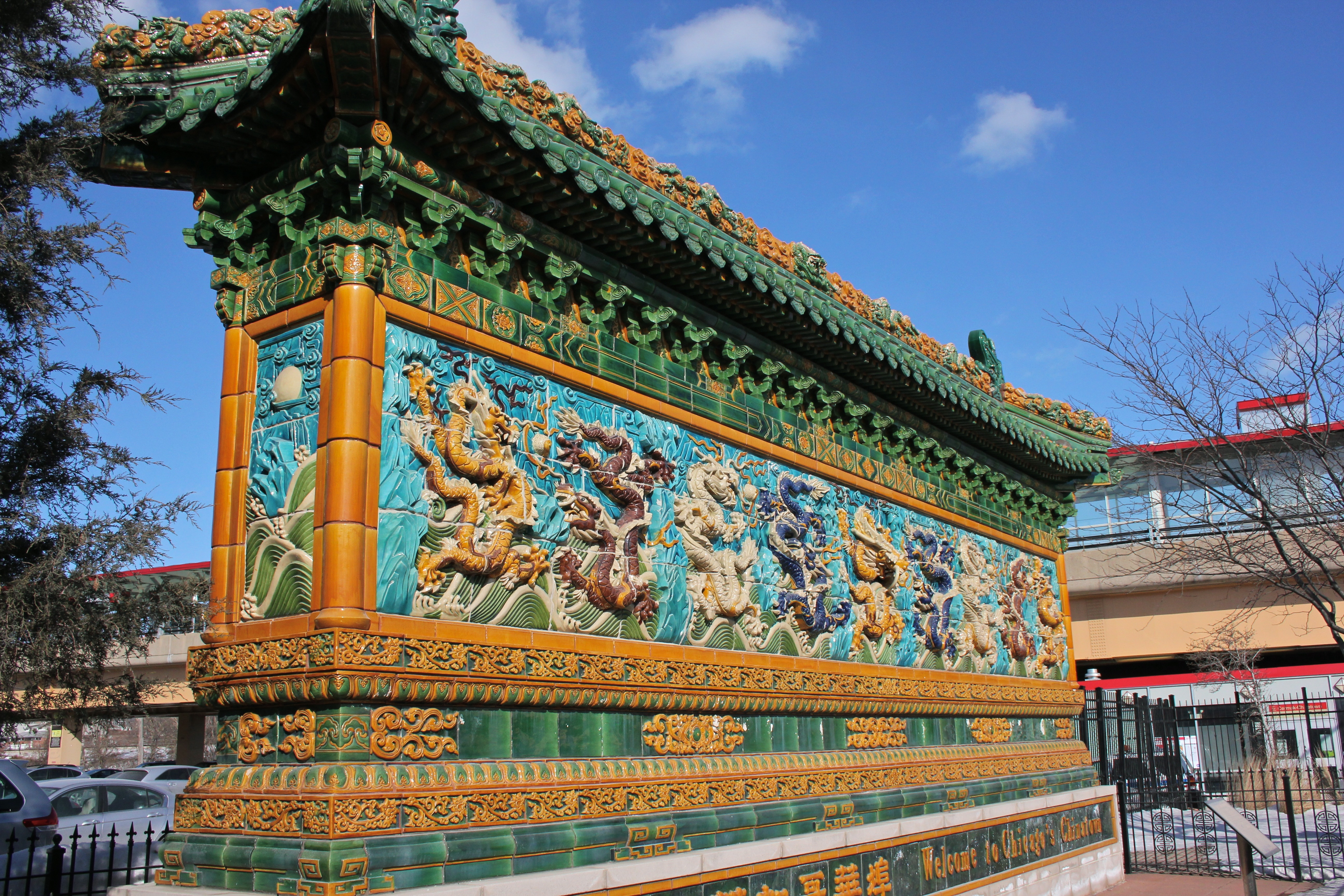
Un mur des Neuf Dragons dans le Chinatown de Chicago.

Un mur à Neuf Dragons ou écran à Neuf Dragons (chinois traditionnel : 九龍壁 ; pinyin : Jiǔ Lóng Bì) est un type de mur spirituel orné de neuf dragons chinois différents qui se trouvent généralement aux portes des palais et jardins impériaux chinois.
Les premières références à cette tradition se trouvent dans les Entretiens de Confucius où ils sont mentionnées comme une norme rituelle triviale (« Les princes des États ont un mur interceptant la vue à leurs portes »).

## Liste de murs à Neuf Dragons
Murs à Neuf Dragons en Chine :
- Parc Beihai, Pékin. Construit en 1756, il présente des dragons des deux côtés.
- Cité interdite, Pékin. Construit en 1771, il est situé en face du Palais de la Longévité Tranquille.
- Datong, en face du Palais du Prince de Datong (en)
- Pingyao
- Hong Kong
  - Jardin de repos de Street Rest, Yau Ma Tei (en). Situé à l'arrière du temple de Tin Hau.
  - Temple de Wong Tai Sin
  - China Resources Building, district de Wan Chai (supprimé lors de l'agrandissement du bâtiment)

Hors de Chine (non exhaustif) :
- Jardin chinois, Edmonton, Canada. Le plus grand d'Amérique du Nord. Situé au jardin chinois du parc côtier Louise McKinney (en). La construction a commencé en 2019, ouvert au public en 2021, finition des touches ornementales et plaques de donateurs ajoutées à l'automne 2022. L'arrière du mur représente la Grande Muraille de Chine.
- Haw Par Villa, Singapour
- Chinatown de Chicago. Construit en 2003, il s'agit d'une reproduction miniature du mur du parc Beihai à Pékin[1].
- Centre chinois de Mississauga, Canada

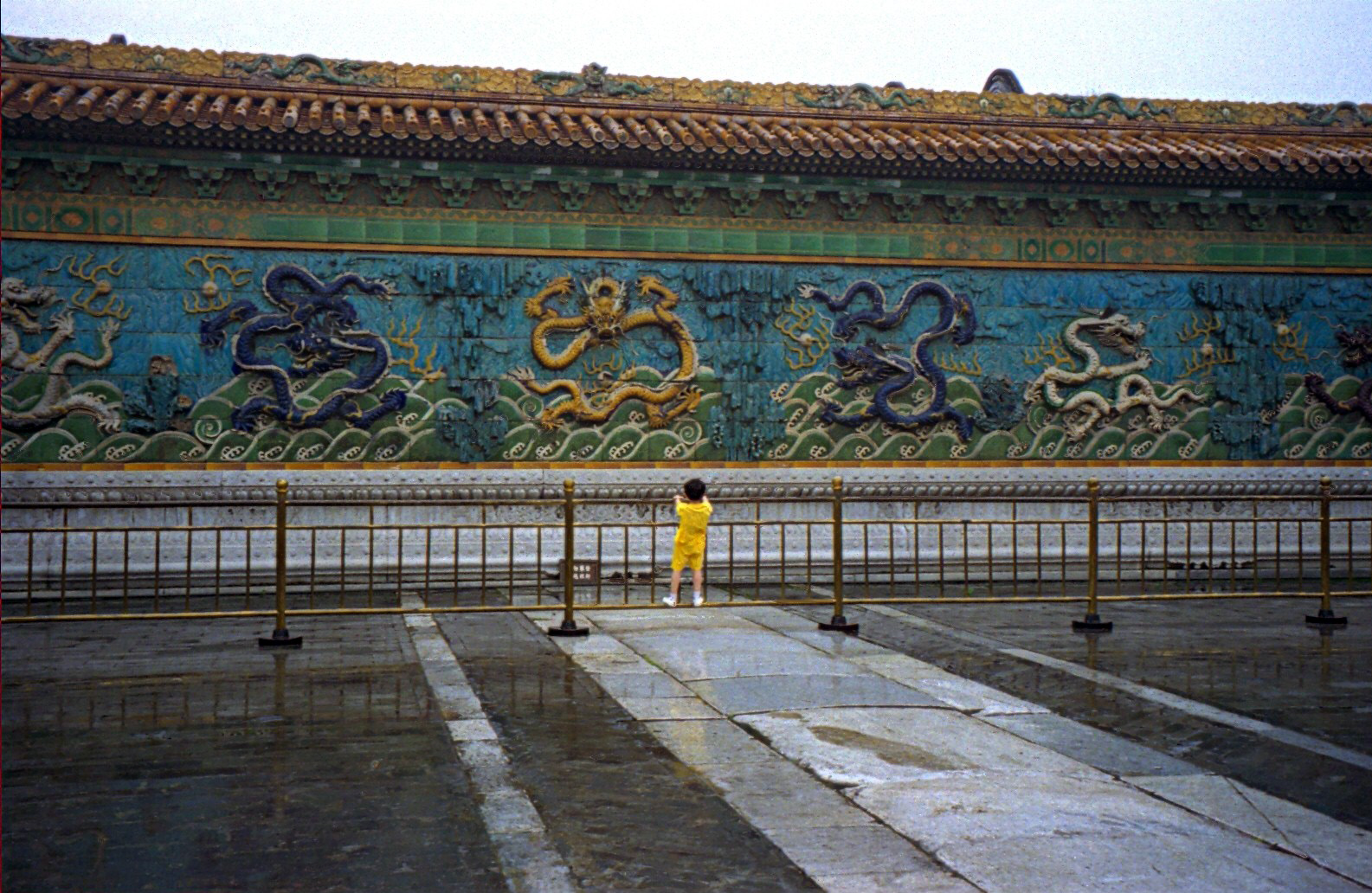
Cité interdite
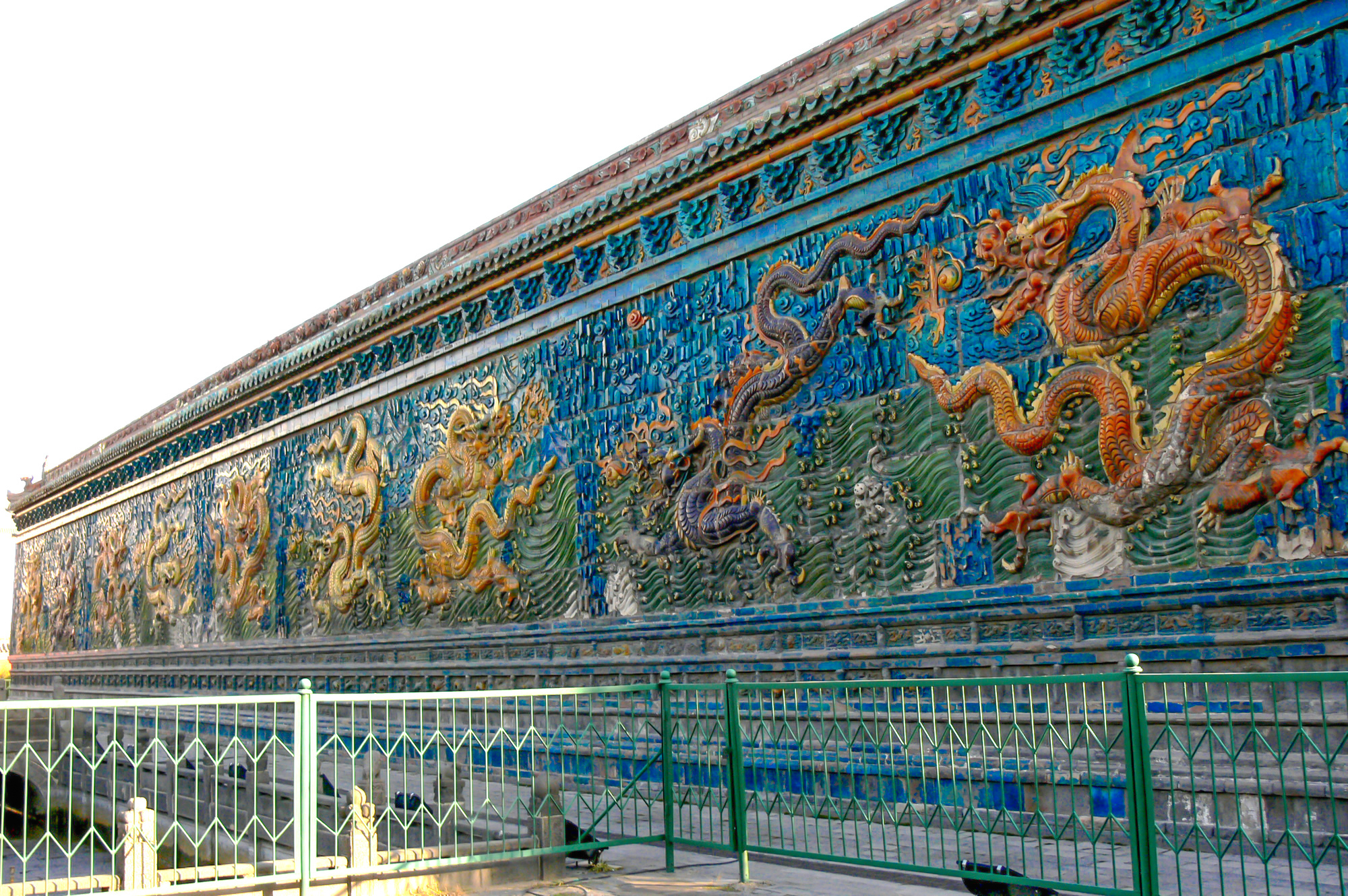
Datong
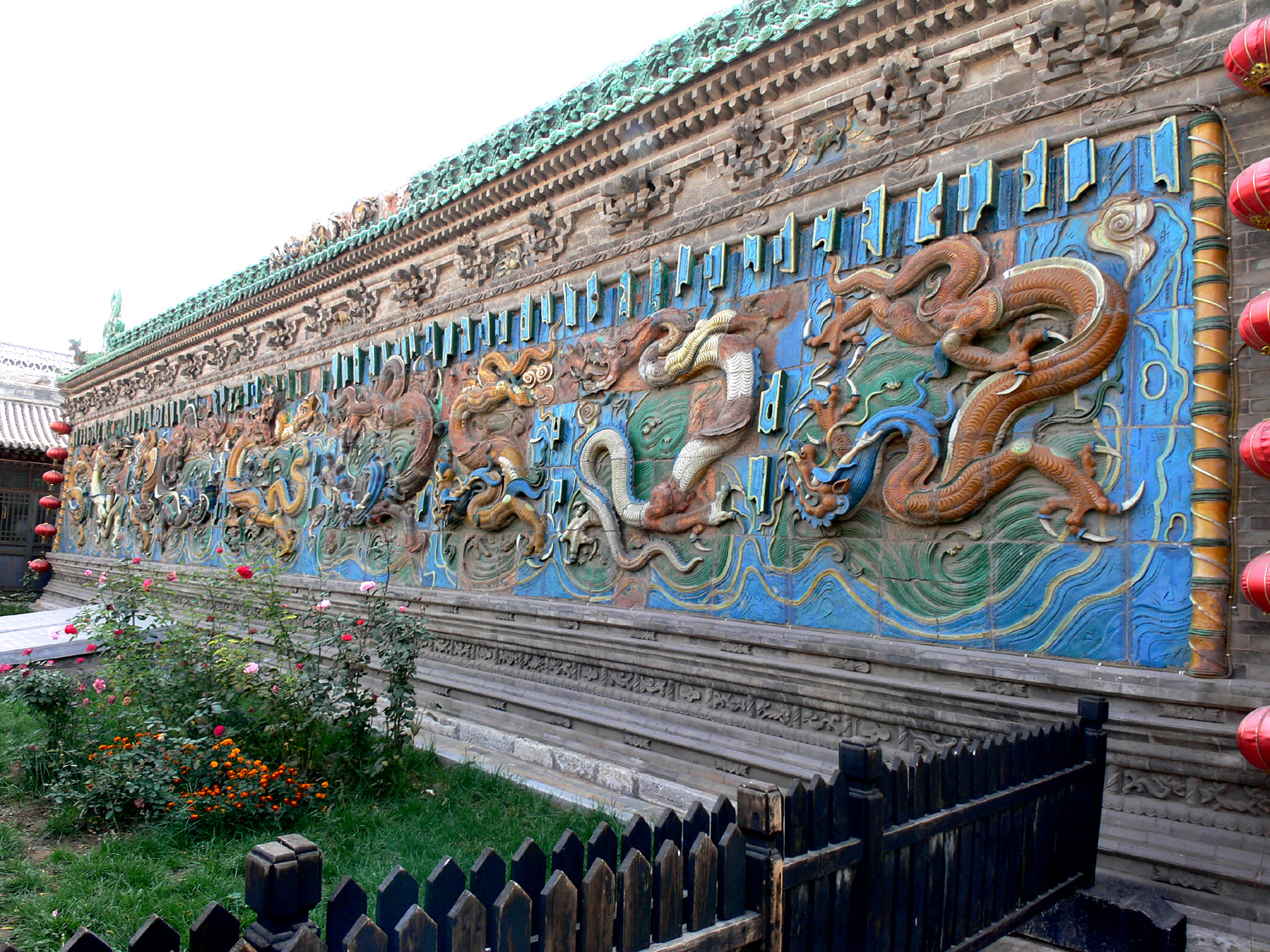
Pingyao
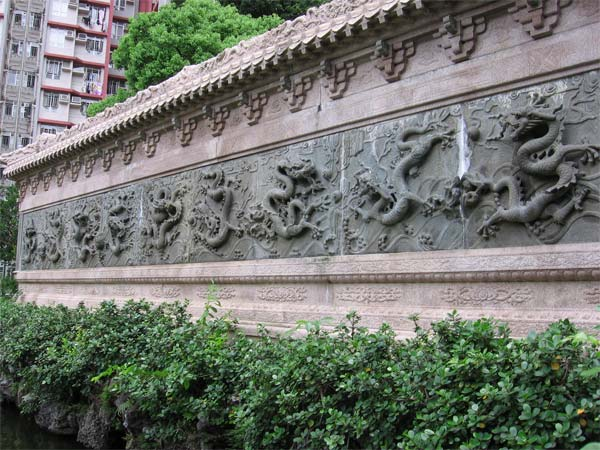
Temple de Wong Tai Sin
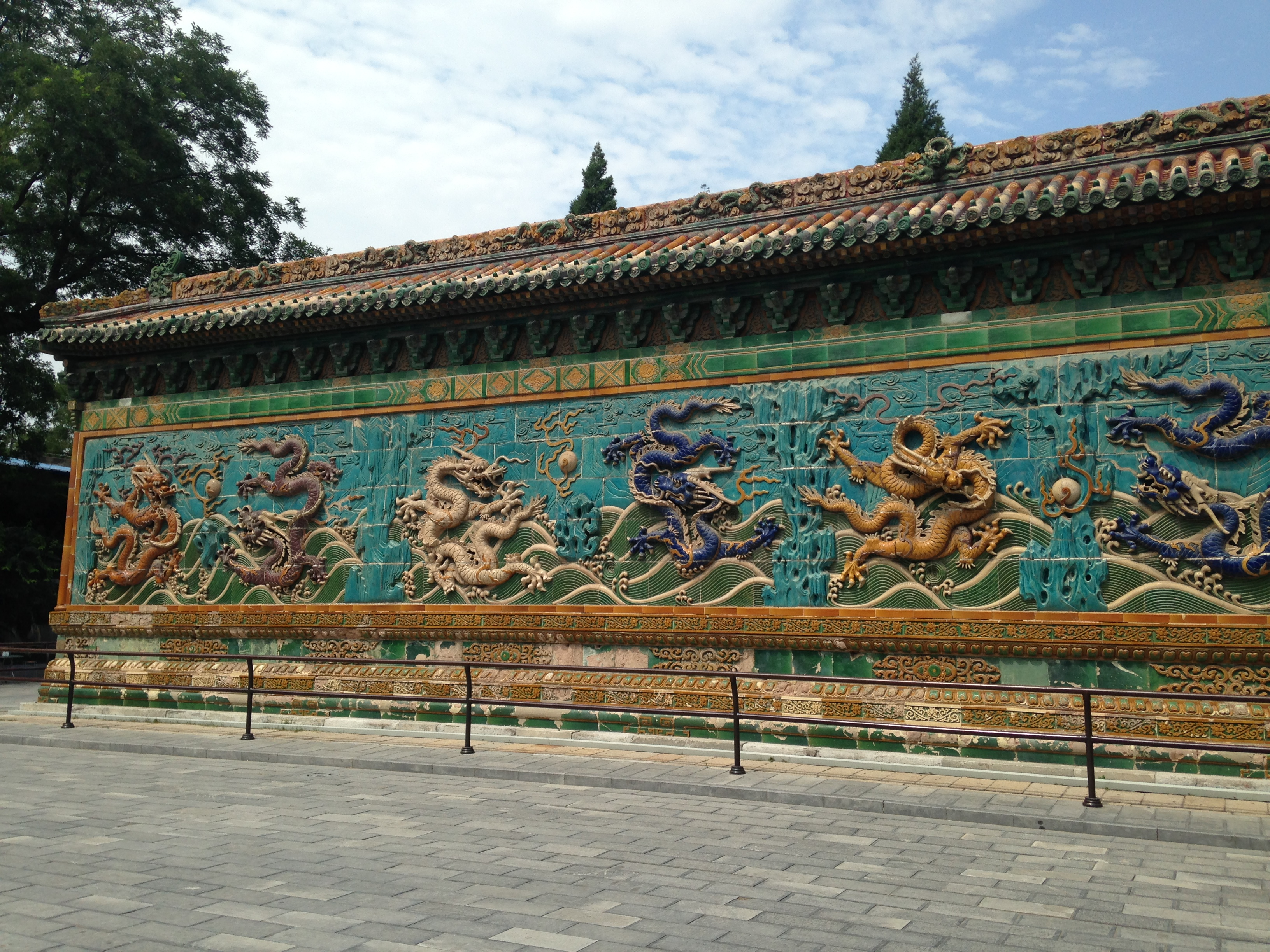
Parc Beihai
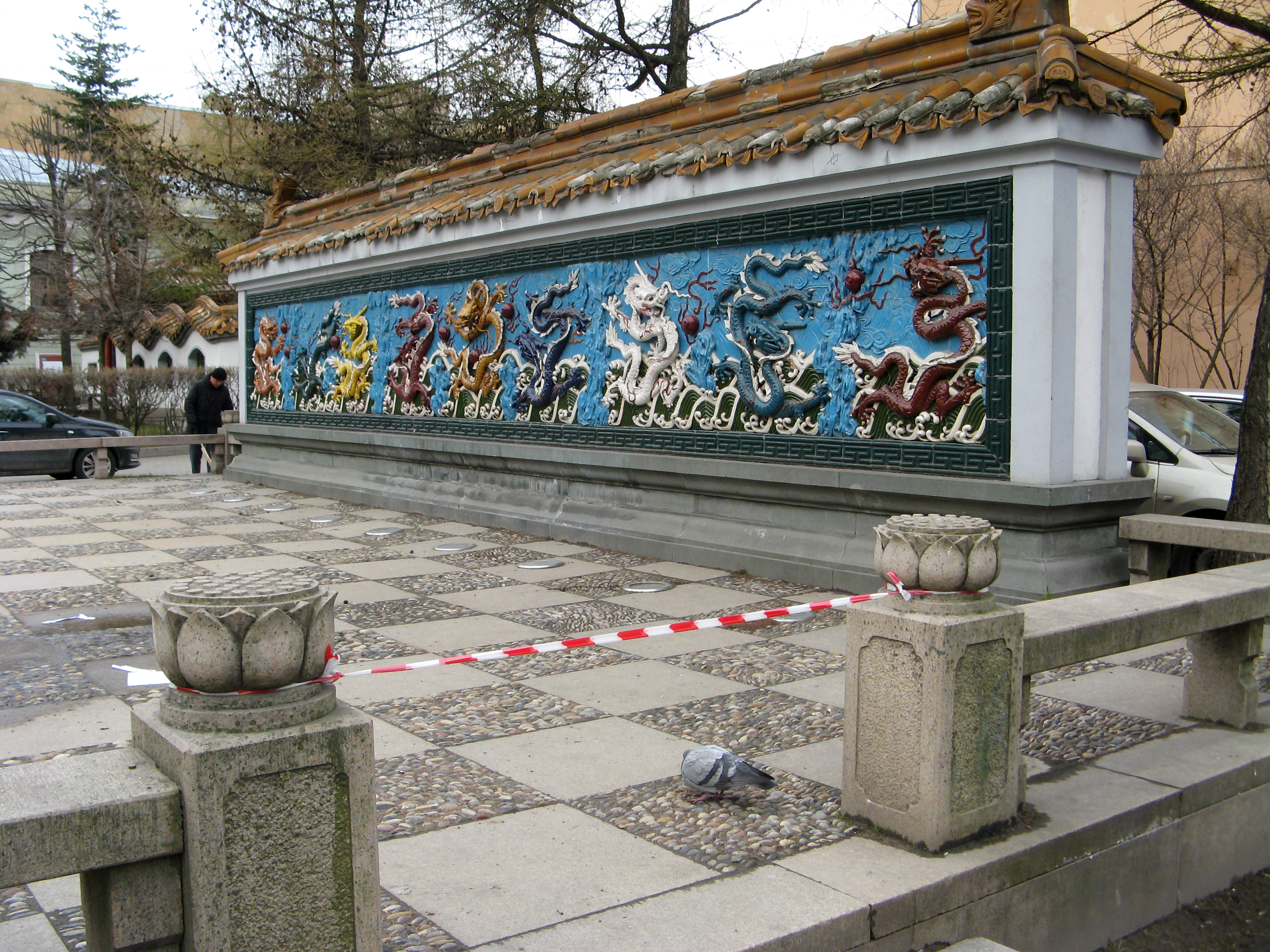
Saint-Pétersbourg